# 染青東礁

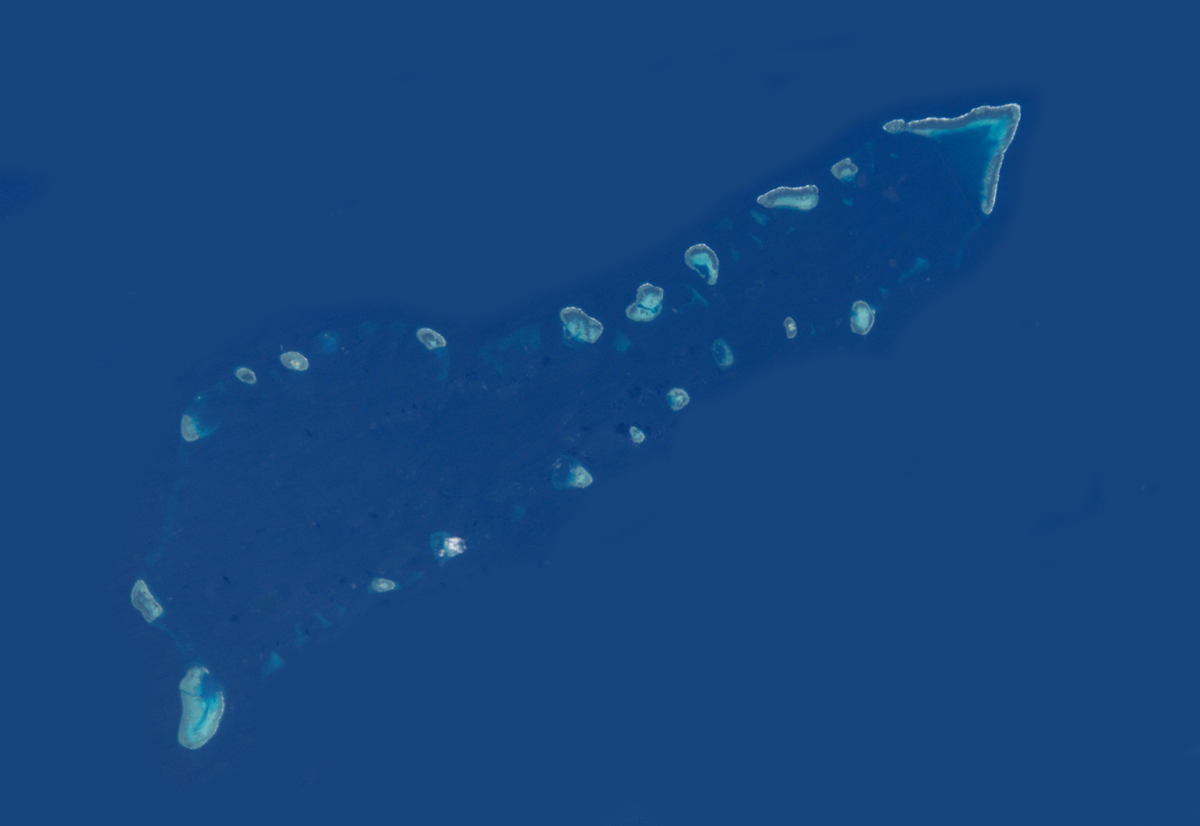
右上のV字型の島（牛軛礁）から時計回りに1つ目の島が染青東礁

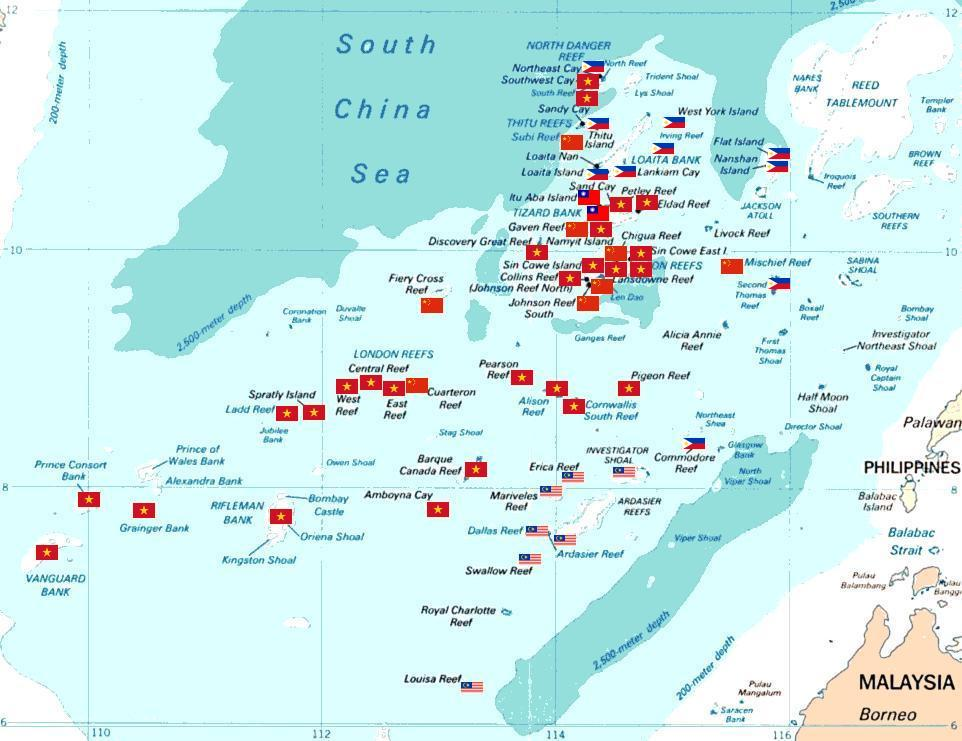
南沙諸島における南シナ海周辺諸国の実効支配状況

染青東礁（英語：Ross Reef、ベトナム語：Đá An Bình / 𥒥安平）は、南沙諸島のユニオン堆（英語：Union Banks、中国語: 九章群礁）と呼ばれる堆の東部にある暗礁である。東景宏島（中国名：染青沙洲）から東に0.12カイリを離れている。
中華人民共和国、中華民国（台湾）とベトナムが主権を主張している。